# Seuneubok Aceh (Peusangan)
Seuneubok Aceh is een bestuurslaag in het regentschap Bireuen van de provincie Atjeh, Indonesië. Seuneubok Aceh telt 928 inwoners (volkstelling 2010).